# العلاقات السعودية البوتانية
العلاقات السعودية البوتانية هي العلاقات الثنائية التي تجمع بين السعودية وبوتان.

## مقارنة بين البلدين
هذه مقارنة عامة ومرجعية للدولتين:
| وجه المقارنة                                              | السعودية        | بوتان          |
| --------------------------------------------------------- | --------------- | -------------- |
| المساحة (كم2)                                             | 2.25 مليون      | 38.39 ألف      |
| عدد السكان (نسمة)                                         | 33.00 مليون     | 807.61 ألف     |
| الكثافة السكانية (ن./كم²)                                 | 14.67           | 21.04          |
| العاصمة                                                   | الرياض، الدرعية | تيمفو          |
| اللغة الرسمية                                             | اللغة العربية   | لغة دزونكا     |
| العملة                                                    | ريال سعودي      | نغولترم بوتاني |
| الناتج المحلي الإجمالي (بليون دولار)                      | 683.83 مليار    | 2.51 مليار     |
| الناتج المحلي الإجمالي (تعادل القوة الشرائية) بليون دولار | 1.69 تريليون    | 6.49 مليار     |
| الناتج المحلي الإجمالي الاسمي للفرد دولار أمريكي          | 20.48 ألف       | 2.66 ألف       |
| الناتج المحلي الإجمالي للفرد دولار أمريكي                 | 52.01 ألف       | 7.82 ألف       |
| مؤشر التنمية البشرية                                      | 0.837           | 0.605          |
| رمز المكالمات الدولي                                      | +966            | +975           |
| رمز الإنترنت                                              | .sa             | .bt            |
| المنطقة الزمنية                                           | ت ع م+03:00     | ت ع م+06:00    |

## منظمات دولية مشتركة
يشترك البلدان في عضوية مجموعة من المنظمات الدولية، منها:
| علم المنظمة | اسم المنظمة                        | تاريخ انضمام السعودية | تاريخ انضمام بوتان |
| ----------- | ---------------------------------- | --------------------- | ------------------ |
|             | يونسكو                             | 4 نوفمبر 1946         | 13 أبريل 1982      |
|             | البنك الدولي للإنشاء والتعمير      | 26 أغسطس 1957         | 28 سبتمبر 1981     |
|             | منظمة حظر الأسلحة الكيميائية       | ?                     | ?                  |
|             | الأمم المتحدة                      | 24 أكتوبر 1945        | 21 سبتمبر 1971     |
|             | مؤسسة التمويل الدولية              | 18 سبتمبر 1962        | 1 ديسمبر 2003      |
|             | وكالة ضمان الاستثمار متعدد الأطراف | 12 أبريل 1988         | 21 أكتوبر 2014     |
|             | الاتحاد البريدي العالمي            | ?                     | ?                  |
|             | مؤسسة التنمية الدولية              | 30 ديسمبر 1960        | 28 سبتمبر 1981     |
|             | منظمة الشرطة الجنائية الدولية      | 13 يونيو 1956         | ?                  |
|             | الاتحاد الدولي للاتصالات           | 7 فبراير 1949         | 15 سبتمبر 1988     |

## وصلات خارجية
- موقع وزارة الخارجية السعودية
- موقع وزارة الخارجية البوتانية